# Jorge Alejandro Castro
Jorge Alejandro Castro Salazar (San Pablo, Heredia, Costa Rica, 11 de septiembre de 1990) es un futbolista costarricense que juega de delantero en la Asociación Deportiva y Recreativa Jicaral, de la Primera División de Costa Rica.

## Trayectoria
Debutó en la Primera División de Costa Rica el 9 de abril de 2007 con el Deportivo Saprissa bajo el mando del director técnico Jeaustin Campos.

## Selección costarricense

### Categorías inferiores

#### Campeonato Sub-17 de Concacaf 2007
Jorge Castro debutó con la selección sub-17 en la competición de Concacaf el 28 de abril de 2007, luego que su país avanzara a la misma mediante la Eliminatoria Centroamericana. En el torneo del área desarrollado en territorio jamaiquino, el delantero apareció en la primera fecha contra el combinado de Trinidad y Tobago, en la que los costarricenses obtuvieron la victoria de 2-0. Al término de las cuatro jornadas, los Ticos obtuvieron el segundo lugar del grupo B, y por lo tanto la clasificación al Mundial que se llevaría a cabo el mismo año. Por otro lado, Castro concretó un gol.
| Campeonato                | Sede    | Resultado   |
| ------------------------- | ------- | ----------- |
| Campeonato Sub-17 de 2007 | Jamaica | Clasificado |

#### Mundial Sub-17 de 2007
La Copa Mundial Sub-17 de 2007 se realizó en Corea del Sur a mediados de agosto y principios de septiembre. Su conjunto fue ubicado en el grupo A, compartido con Togo, el anfitrión Corea del Sur y Perú. El empate de 1-1 sobre los togoleses, la victoria de 2-0 ante los surcoreanos y la derrota de 1-0 contra los peruanos, dieron como resultado 4 puntos para su país y la consecución del segundo puesto en la tabla. Sin embargo, con la pérdida de 2-0 frente a Argentina en octavos de final, su selección quedó eliminada de la competición.
| Mundial                     | Sede          | Resultado        |
| --------------------------- | ------------- | ---------------- |
| Copa Mundial Sub-17 de 2007 | Corea del Sur | Octavos de final |

#### Eliminatoria al Campeonato Sub-20 de Concacaf 2009
El atacante fue tomado en consideración para llevar a cabo la Eliminatoria Centroamericana, con miras al Campeonato Sub-20 de la Concacaf de 2009. Su primer compromiso se llevó a cabo el 17 de septiembre de 2008, ante el combinado de Nicaragua en el Estadio Tiburcio Carías Andino en Tegucigalpa, de territorio hondureño. Castro anotó el segundo gol del juego al minuto 34', para el resultado final de 4-0. El 21 de septiembre se dio el último partido contra Honduras, en el mismo escenario deportivo. El triunfo de 1-2 dio la clasificación directa de su país al torneo continental.

#### Campeonato Sub-20 de Concacaf 2009
El 7 de marzo de 2009 comenzó el campeonato de la confederación; en el primer encuentro su selección enfrentó a la escuadra de México, en el Martin Lee Stadium ubicado en Macoya, Trinidad y Tobago. La anotación de su compañero Josué Martínez dio la victoria de 0-1 a su conjunto. Dos días después, en el mismo centro deportivo, fue partícipe del empate 0-0 ante los trinitarios. El 11 de marzo estuvo presente en el nuevo triunfo de su combinado, siendo con marcador de 2-1 sobre Canadá. De acuerdo con los resultados obtenidos en el grupo B, los costarricenses avanzaron como líderes a la etapa de eliminación. El 13 de marzo se desarrolló el compromiso por las semifinales contra Honduras, donde la igualdad sin goles prevaleció al término del tiempo reglamentario, por lo que fueron requeridos los lanzamientos desde el punto de penal para decidir al ganador. Jorge ejecutó exitosamente el cuarto tiro, al igual que sus compañeros Diego Estrada, David Guzmán y Cristian Gamboa. Las cifras de 2-4 favorecieron a los Ticos para clasificar a la última instancia. El 15 de marzo se realizó la final ante Estados Unidos, en la cual se presentó la victoria de 3-0. Con este marcador, su país se proclamó campeón de la categoría y además obtuvo un cupo hacia el Mundial de Egipto que tomaría lugar ese mismo año. Castro en el torneo solamente hizo un gol.
| Campeonato                | Sede              | Resultado |
| ------------------------- | ----------------- | --------- |
| Campeonato Sub-20 de 2009 | Trinidad y Tobago | Campeón   |

#### Mundial Sub-20 de 2009
Bajo la dirección técnica de Ronald González, el delantero fue considerado en la nómina definitiva para disputar el Mundial Sub-20 de 2009, el cual tuvo a Egipto como sede. El 27 de septiembre fue el primer partido ante la selección de Brasil, en el Estadio de Port Said. Jorge Castro entró de cambio por Diego Estrada al minuto 68', y su conjunto perdió con cifras de goleada 5-0. Tres días después se realizó el segundo encuentro contra Australia, en el mismo escenario deportivo. En esta oportunidad, su país ganó 0-3. Para el juego del 3 de octubre frente a República Checa, los costarricenses sufrieron una derrota de 2-3. Los resultados obtenidos en la primera fase, le permitieron a su nación clasificar a la siguiente ronda como mejor tercero del grupo E. Los octavos de final se llevaron a cabo el 6 de octubre ante el anfitrión Egipto. Jorge estuvo en la suplencia e ingresó de cambio por Josué Martínez al minuto 61'. Su conjunto salió ganancioso con marcador de 0-2. El 10 de octubre se dio el cotejo por los cuartos de final frente a Emiratos Árabes Unidos. Por otra parte, cerca de acabar el tiempo suplementario, su compañero Marco Ureña concretó la anotación del triunfo histórico de 1-2, y de esta manera avanzando a las últimas etapas. Tres días después fue la semifinal nuevamente contra Brasil, en el Estadio Internacional de El Cairo. El atacante fue parte de la pérdida de 1-0. El 16 de octubre se dio la definición por el tercer lugar ante Hungría, donde la igualdad de 1-1 llevó la serie hasta los penales, en los cuales sus compañeros no pudieron materializar los goles, saliendo derrotados con cifras de 2-0 y con el cuarto puesto de la competición.
| Mundial                     | Sede   | Resultado    |
| --------------------------- | ------ | ------------ |
| Copa Mundial Sub-20 de 2009 | Egipto | Cuarto lugar |

El 11 de abril de 2010, Jorge fue convocado en la ronda preliminar hacia los Juegos Centroamericanos y del Caribe. El partido de ida fue contra el conjunto de Nicaragua, en el Estadio "Fello" Meza de Cartago, en territorio costarricense. Castro ingresó de relevo por Diego Estrada en el segundo tiempo, y concretó un doblete a los minutos 61' y 78'. El marcador terminó abultado con cifras de goleada 6-1. Una semana después fue la vuelta en el Estadio Nacional Dennis Martínez de Managua. En esta oportunidad, el jugador no fue tomado en cuenta en la nueva victoria de 0-6, para el resultado agregado de 1-12.
En septiembre de 2011, Alejandro apareció en las eliminatorias para el Preolímpico de Concacaf del año siguiente. Debutó en el cotejo de vuelta del repechaje el 3 de noviembre contra Panamá, en el Estadio Morera Soto. Castro fue titular los 90 minutos, y el empate a un tanto prevaleció hasta el final. A pesar de la igualdad, su grupo quedó fuera del torneo tras obtener la derrota de 2-3 en el marcador global.

### Selección absoluta

#### Copa América 2011
El 2 de julio de 2011 se inauguró la Copa América para su selección, la cual se desarrolló en la Argentina. El primer compromiso tuvo como escenario deportivo el Estadio 23 de Agosto contra Colombia. El delantero quedó en el banquillo y el marcador finalizó en derrota de 1-0. Cinco días después no vio acción en la victoria de 0-2 sobre Bolivia. No obstante, la pérdida de 3-0 ante el anfitrión Argentina, eliminó a su conjunto en fase de grupos, con 3 puntos. En esta oportunidad, Castro una vez más fue suplente.
| Copa              | Sede      | Resultado      |
| ----------------- | --------- | -------------- |
| Copa América 2011 | Argentina | Fase de grupos |

## Clubes
| Club                          | País       | Año             | Goles |
| ----------------------------- | ---------- | --------------- | ----- |
| Deportivo Saprissa            | Costa Rica | 2009 - 2010     | 6     |
| Club de Fútbol UCR (Préstamo) | Costa Rica | 2010 - 2011     | 1     |
| Santos de Guápiles (Préstamo) | Costa Rica | 2011 - 2012     | 7     |
| Deportivo Saprissa            | Costa Rica | 2012 - 2013     | 10    |
| IK Start                      | Noruega    | 2013 - 2014     | 11    |
| Sarpsborg 08                  | Noruega    | 2014 - 2015     | 2     |
| SK Brann Bergen               | Noruega    | 2015 - 2016     | 4     |
| Club Sport Cartaginés         | Costa Rica | 2016            | 4     |
| Club Sport Herediano          | Costa Rica | 2017            | 0     |
| Guadalupe FC                  | Costa Rica | 2017            | 0     |
| Sporting San José             | Costa Rica | 2017-2018       | 0     |
| Municipal Grecia              | Costa Rica | 2019-Actualidad | 0     |

## Palmarés

### Campeonatos internacionales
| N.º | Título                        | Equipo                         | Sede              | Año  |
| --- | ----------------------------- | ------------------------------ | ----------------- | ---- |
| 1   | Campeonato Sub-20 de Concacaf | Selección Sub-20 de Costa Rica | Trinidad y Tobago | 2009 |